# Slät rutlungmossa
Slät rutlungmossa (Conocephalum conicum) är en bladmossart som först beskrevs av Carl von Linné, och fick sitt nu gällande namn av Barthélemy Charles Joseph Dumortier. Slät rutlungmossa ingår i släktet rutlungmossor, och familjen Conocephalaceae. Enligt den finländska rödlistan är arten starkt hotad i Finland. Arten är reproducerande i Sverige. Artens livsmiljö är skuggiga kalkstensklippor och kalkbrott. Inga underarter finns listade i Catalogue of Life.

## Bildgalleri

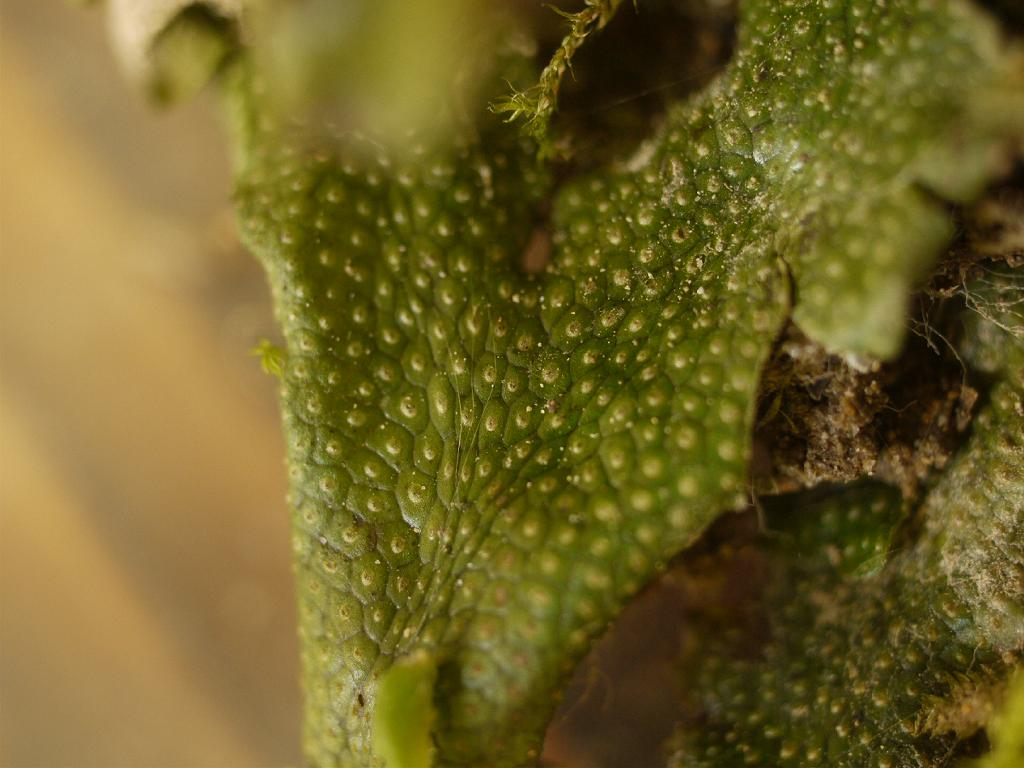
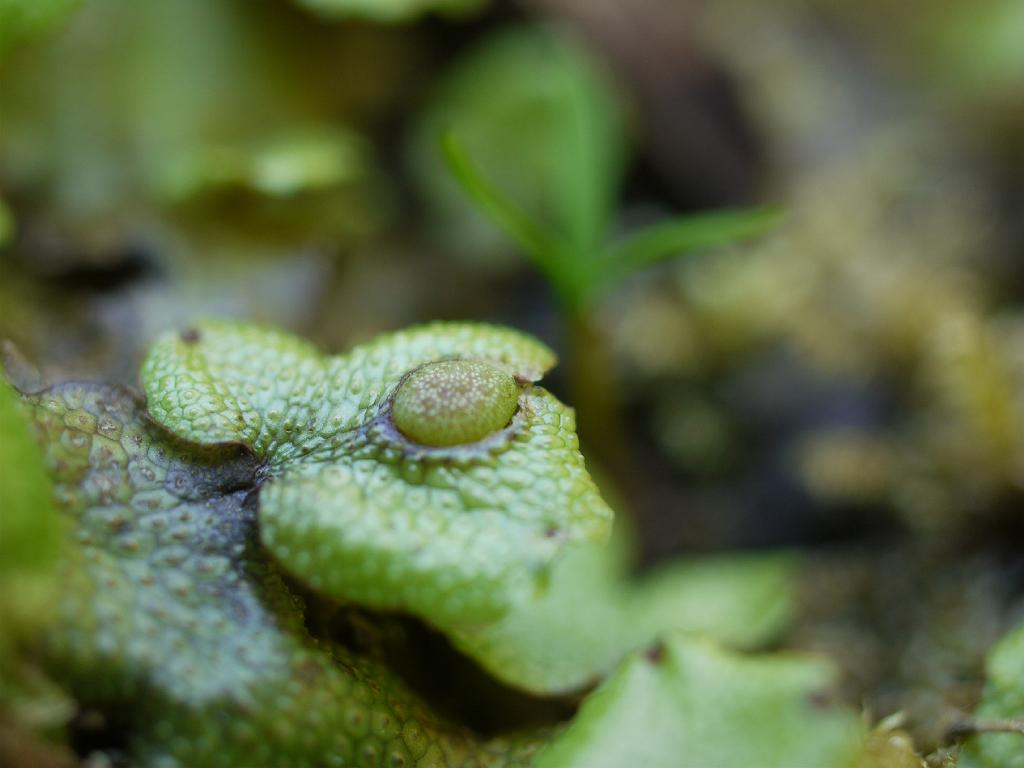
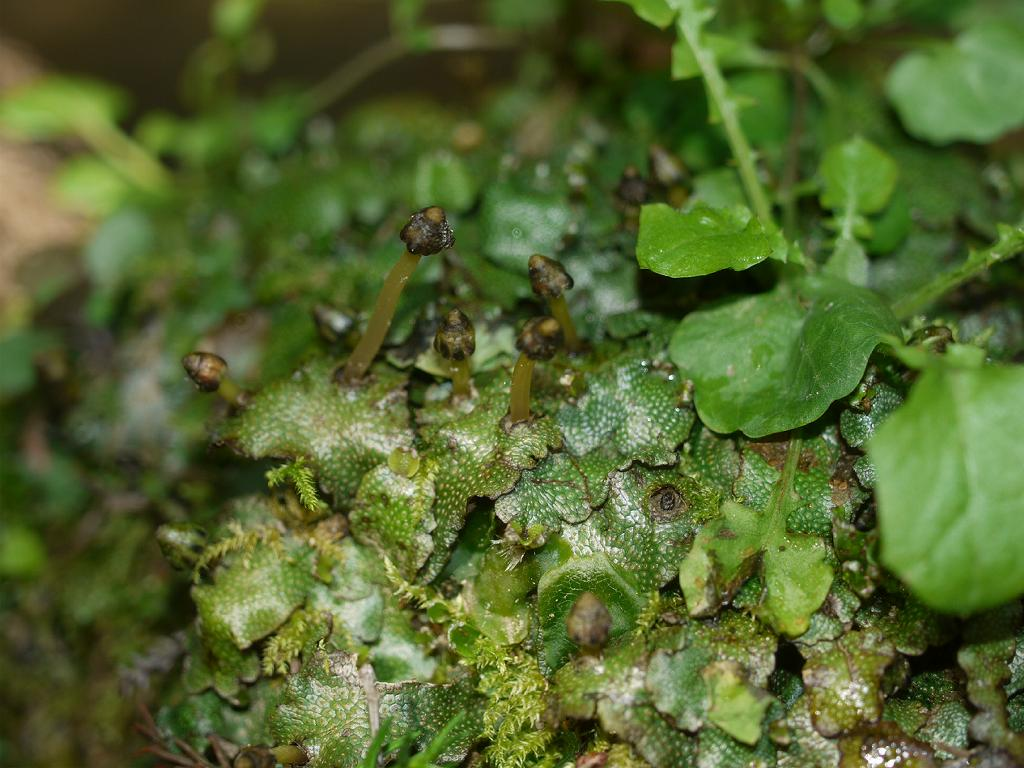
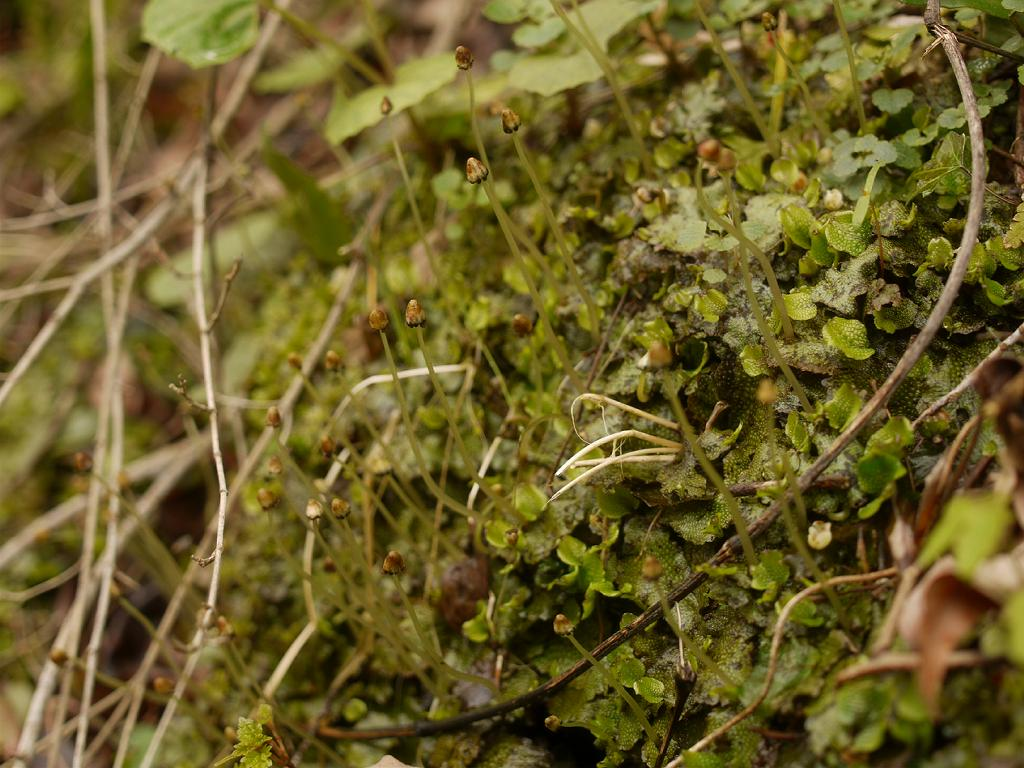
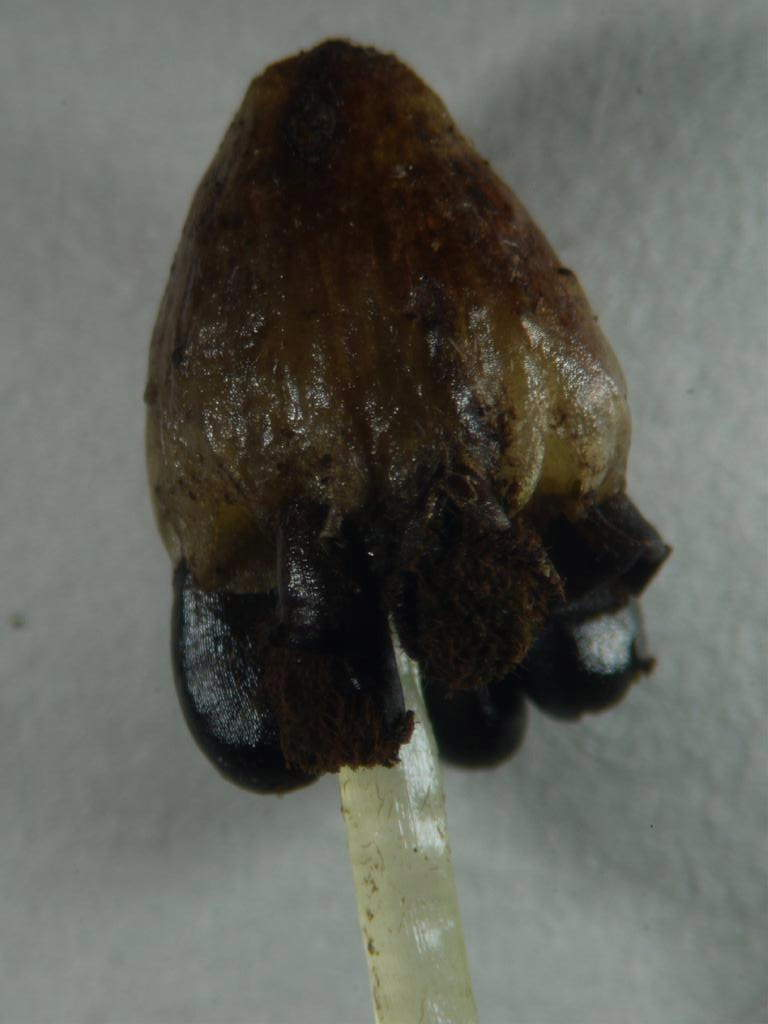
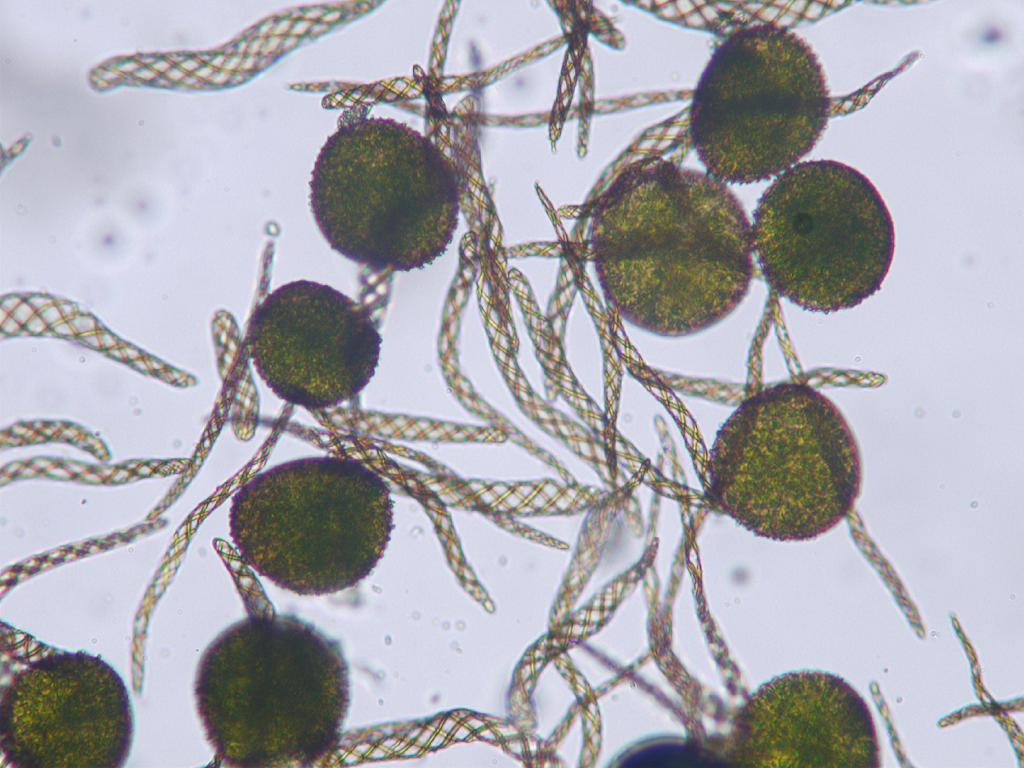